# مودي وماغني
في الميثولوجيا الإسكندنافيّة، مودي وماغني هما ابنان لإله الرعد ثور. ومعنى اسم مودي 'الشجاع' واسم ماغني 'القويّ'. قال النمساويّ رودولف سيميك إنّ مودي وماغني، وكذا ثرود (ابنة ثور)، كلهم يجسّدون ميزات والدهم.